# 桑栄丸
桑栄丸（そうえいまる）は、海上保安庁及び海上自衛隊の掃海船、掃海艦。

## 艦歴

### 試航船「桑栄丸」の誕生
「桑栄丸」は戦時標準船建造計画に基づく2TM型油槽船として日東商船株式会社を船主とし、1944年（昭和19年）10月11日に浦賀船渠で起工され、同年12月10日に進水、1945年（昭和20年）1月10日に竣工した。本船が竣工後、どのような任務に従事したか明らかでないが、終戦時は因島に在泊していた。第二次大戦直後の日本の主要港湾、航路には無数の機雷が敷設されており、米海軍から掃海作業を実施するための試航船隊（掃海海面の確認航海を実施する船舶）を編成するように指示があった。「東亜丸」、「栄昌丸」、「若草丸」および「桑栄丸」の4隻が選定された。試航船は危険な任務に従事するため、モルモット船（Guinea Pig Ship）と呼称された。これらの船舶は試航船として必要な改装が実施され、触雷時に乗員を保護するための緩衝材の取り付け、機関の遠隔操作化、浮力材としての木材の積載、舷外電路の装備等が行われ、桑栄丸の工事は1946年（昭和21年）1月末に完了した。また、バラストとして海水3000tが搭載された。桑栄丸は第二復員省呉地方復員局所属となり、広島湾で米海軍指導の下に試航訓練を実施し、昭和21年2月中旬から本格的試航を開始した。昭和21年9月5日、若草丸が機雷を処分した際、船体及び機関に相当の被害を受けた。そのため各試航船は浮力タンクの増設や小型排水ポンプの搭載など安全対策工事を実施した。その後、掃海業務の進捗により掃海部隊は逐次規模を縮小していった。試航船も東亜丸と若草丸が試航船任務を解除され船舶運営会に返却された。

### 海上保安庁時代
1948年（昭和23年）1月1日に復員庁が廃庁となり掃海業務は運輸省に移管され、桑栄丸は栄昌丸とともに運輸省に移管された。同年5月1日、海上保安庁が開設され、掃海業務も同庁に移管された。両船の所属も海上保安庁に移管されることとなり、昭和23年11月15日、呉掃海部所属となった。栄昌丸はMS-31、桑栄丸はMS-32の番号が与えられた。船首に船名と番号を標記し、さらに船橋前面には注意喚起のため「掃海船」と表記していた。1949年（昭和24年）11月29日、栄昌丸が試航船任務を解除され、ただ1隻残った桑栄丸は引き続き全国各地の航路啓開任務に従事した。
1950年（昭和25年）3月、昭和天皇が四国へ行幸された際、帰路の3月31日、御召船「山水丸」に乗船された天皇は呉、下関掃海部の掃海船隊を非公式ながら親閲された。この日、海上はかなりの時化であったが、桑栄丸は先頭船として31隻の掃海船を率いて反航する山水丸に乗船された天皇の親閲を受けた。
昭和25年6月1日、海上保安庁に航路啓開本部が設置され、横須賀、呉、大阪など全国9ヵ所に航路啓開部が置かれた。桑栄丸は同日付で呉航路啓開部所属となった。7月から日本海側の航路、港湾の試航任務に従事したが、8月の台風により、秋田県船川港で座礁してしまった。修理を経て1951年（昭和26年）4月、極東米海軍の要請で朝鮮水域の試航任務に派遣され、釜山、仁川など各地で試航任務に従事した。

### 保安庁警備隊・海上自衛隊時代
1952年（昭和27年）8月1日、保安庁警備隊が発足、海上保安庁航路啓開本部および各航路啓開部は保安庁に移管。掃海船艇も桑栄丸以下53隻が移管された。同年11月1日、呉航路啓開部に
編入された。
桑栄丸は戦後、日東商船より用船し、試航船として使用してきたが、昭和28年初頭に日東商船が本船の用船契約を解除しタイに売却する意向を示してきた。しかし、警備隊唯一の大型試航船の桑栄丸を失うと試航任務に重大な支障を来すこととなるため、保安庁警備隊では日東商船と交渉し1953年（昭和28年）3月2日、本船を8000万円で購入した。同年9月16日、警備隊の組織改編により航路啓開隊が廃止となり、呉地方基地隊に編入された。1954年（昭和29年）7月1日、防衛庁が設置され、海上自衛隊が発足し、同日付で艦種類別が改正され掃海艦の類別が設けられたため桑栄丸は掃海艦に分類された。同年10月1日、長官直轄部隊の第1掃海隊群が新編され、桑栄丸は直轄艦として編入され、試航任務のみならず、掃海母艦としての任務にも従事した。同年12月1日、艦名を「桑栄」と改めた。
1957年（昭和32年）9月1日の訓令により自衛艦に艦種記号および番号が付与されることとなり、掃海艦にはGP（Guinea Pig、モルモットの意）が付与された。しかし、番号は掃海艦は桑栄しかいなかったため付与されなかった。同年10月2日に東京湾羽田沖で実施された海上自衛隊初の観艦式には観閲部隊の観閲付属艦として参加した。なお、これが桑栄にとって最初にして最後の観艦式参加であった。1960年（昭和35年）10月1日、海上自衛隊艦船の類別区分が改正され、桑栄にも艦番号441が付与された。
1961年（昭和36年）9月1日、第2掃海隊群が新編され桑栄は直轄艦として編入。掃海母艦としての支援任務のほか、輸送任務、潮流観測任務にも従事した。
しかし、戦時急造船だったため、建造後18年経過すると船体、機関の老朽化が著しいため、1963年（昭和38年）3月1日、呉地方隊に編入。同31日、自衛艦籍から除籍され、波乱に満ちた18年の生涯を閉じた。
海上自衛隊の艦船では珍しく、除籍まで漢字名のままであった。